# Trpinjska cesta
Trpinjska cesta ulica je u Vukovaru između Borovog Naselja i Trpinje. Predstavlja jedan od najznačajnijih simbola hrvatskog otpora tijekom Domovinskog rata. Tijekom Bitke za Vukovar 1991. godine, ova lokacija postala je poznata pod nazivom „groblje tenkova” zbog uspješnog otpora hrvatskih branitelja protiv nadmoćnije Jugoslavenske narodne armije (JNA). Trpinjska cesta također je i jedan od mjesnih odbora Vukovara.

## Povijesni kontekst
Napetosti u Vukovaru počele su eskalirati već tijekom Uskrsa 1991. godine, a situacija se dramatično pogoršala nakon pokolja dvanaest hrvatskih redarstvenika u Borovu Selu 2. svibnja 1991. Ovi događaji predstavljali su uvertiru u intenzivne borbe koje će uslijediti.

## Organizacija obrane
Obranom Borovog Naselja zapovijedao je Blago Zadro, koji se, iako nije imao formalno vojno obrazovanje, iskazao kao izvrstan taktičar i organizator. Pod njegovim vodstvom formirana su dva elitna odreda branitelja Trpinjske ceste - „Žuti mravi” i „Pustinjski štakori”. Kasnije je osnovan i „Turbo vod” pod zapovjedništvom Roberta Zadre, sina Blage Zadre. Marko Babić bio je zamjenik Blage Zadre. Uništio je na Trpinjskoj cesti 14 tenkova.

### Taktika i uspjesi
Branitelji su razvili učinkovitu taktiku borbe protiv oklopnih vozila koja je uključivala: propuštanje jednog do dva tenka i napad s boka, korištenje skrivenih rovova bez grudobrana i iznenadne napade iz sporednih ulica.
Ovom taktikom uništeno je približno 30 tenkova i oklopnih vozila JNA, što je rezultiralo time da je Trpinjska cesta dobila naziv „groblje tenkova”.
Značajni događaji uključuju:
- 4. srpnja 1991. - čišćenje rubnih dijelova ulica prema Borovu Selu
- kolovoz 1991. - Luka Adrijanić obara dva zrakoplova JNA
- rujan 1991. - veliki tenkovski napad JNA
- 16. listopad 1991. - pogibija Blage Zadre u Kupskoj ulici

## Spomen obilježje
Danas na Trpinjskoj cesti stoji Spomen dom hrvatskih branitelja, jedinstveno arhitektonsko zdanje u obliku čvrsto stisnute šake. Građevinu je projektirao zagrebački kipar Miljenko Romić. Spomen dom sadrži kupolu uništenog tenka JNA u središnjem ponoru, imena poginulih pripadnika 204. vukovarske brigade, 12 videoekrana s ratnim snimkama i fotografijama, bistu Blage Zadre i uništeni tenk.